# Quartier (Paris)
Im Französischen kann Quartier (deutsch Stadtviertel) zweierlei bedeuten:
- Im allgemeinen Sprachgebrauch kann das Quartier ein (Stadt-)Viertel bezeichnen, das für die Bewohner eine gewisse Identität bedeutet: Architektonische, soziale, funktionelle, sprachliche oder andere Zusammengehörigkeit bildende Besonderheit; zum Beispiel Quartier Latin, le Marais, Quartier asiatique; Quartier d’affaires
- In Paris ist jedes der 20 Arrondissements in vier Unterbezirke, eben quatre quartiers eingeteilt.

Auf Betreiben des Abgeordneten Daniel Vaillant wurde am 27. Februar 2002 ein Gesetz beschlossen (Conseil de quartier), das in Paris zur Bildung von 121 neuen Bezirken (quartiers) führte, für die jeweils ein Parlamente gebildet wurde.

## Historische Entwicklung
Nach Abzug der Römer und während des frühen und hohen Mittelalters hatte Paris nur vier Quartiers. Die Chronisten des französischen Königs Philipp August hielten im 12. Jahrhundert deren Namen fest: Île de la Cité, Saint-Jacques-la-Boucherie, La Verrerie und La Grève. Das linke Seineufer (Rive Gauche) war fest in den Händen mehrerer Abteien und gehörte nicht zur Stadt. Philippe-Auguste ließ die Befestigungsanlagen der Stadt verstärken und erweitern, so dass die Anzahl der Quartiers auf acht anstieg. 1383 wurden die Stadtmauern erneut erweitert und die Zahl der Quartiers stieg auf 16. 1702 teilte ein königliches Dekret Ludwigs XIV. Paris in 20 Quartiere auf.
1789 wurde Paris in 60 Stadtbezirke (districts) aufgeteilt. Diese Gliederung war allerdings nicht sehr erfolgreich, weshalb bereits im Mai 1790 die Verwaltungsgliederung erneut geändert und die Stadt in 48 Sektionen (sections) aufgeteilt wurde. Bei der Verwaltungsreform von 1795 wurden diese Sektionen dann offiziell zu 48 Quartiers, jeweils vier davon fasste man in einem Arrondissement zusammen.

Als am 1. Januar 1860 die Gemeinden der damaligen Banlieue nach Paris eingemeindet und acht neue Arrondissements geschaffen wurden, stieg die Anzahl der Quartiers um 32 auf die heute noch existierenden 80.

17. Jahrhundert: 16 Quartiere (mit Buchstaben gekennzeichnet)
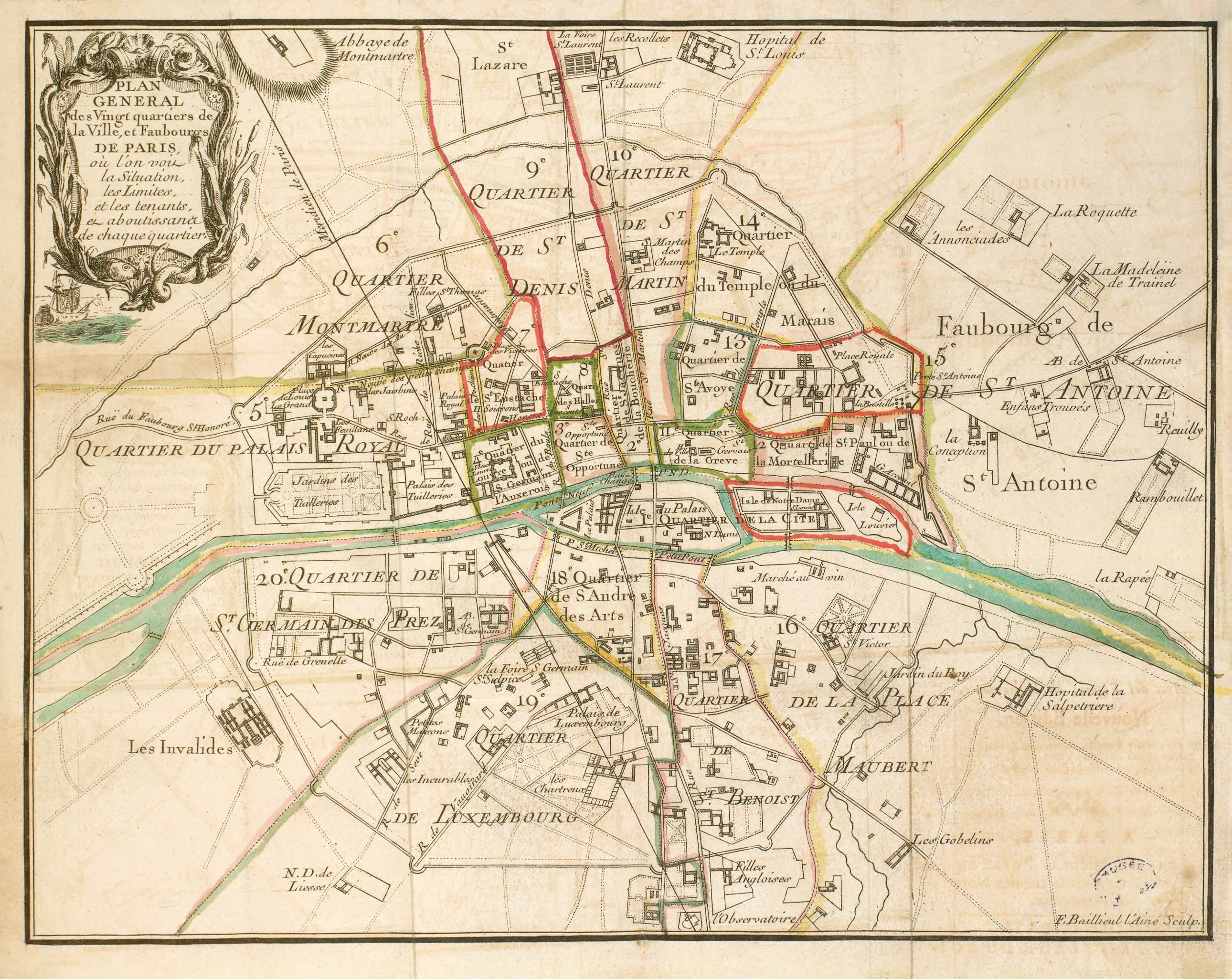
18. Jahrhundert: 20 Quartiere
1789: 60 Distrikte
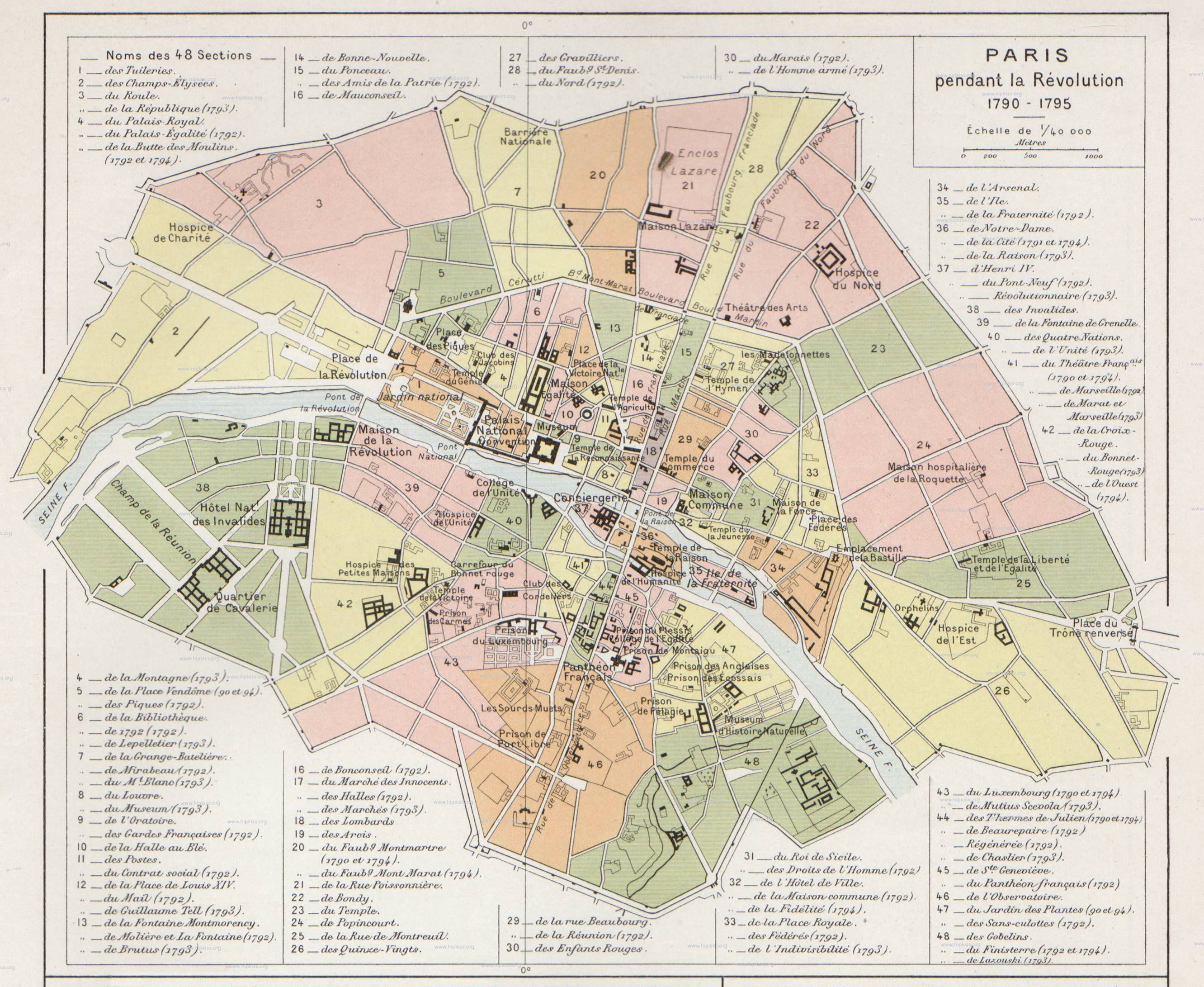
1790–1795: 48 Sektoren